# Montanha
Montanha – miasto i gmina w Brazylii, w stanie Espírito Santo. Znajduje się w mezoregionie Litoral Norte Espírito-Santense i mikroregionie Montanha.